# اختبار منفاخ الباب

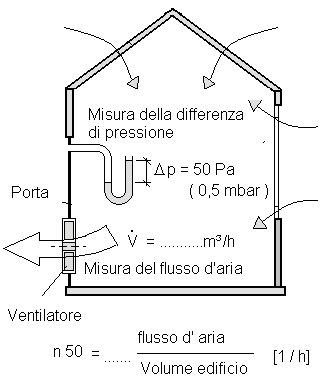
اختبار منفاخ الباب.

اختبار منفاخ الباب تسمح بقياس مدى إحكام المبنى من خلال قياس فرق الضغط.هذا الاختبار يكتشف مدى «فقدان الهواء من غلاف البناء» ويُقيم تدفق (أو معدل) استبدال الهواء. ومن الواضح أن القيم المنخفضة (في تسرب الهواء) هي الأفضل.

## المبدأ
من خلال مروحة هواء مخصصة يُبث الهواء أو يُشفط من البناء بمقياس معين. قوة المروحة تُعدل بحيث أن فرق الضغط، بالنسبة للبيئة المحيطة، يجب أن يكون 50 باسكال. بالعلم أن فرق الضغط المناخي بين نقطتين هو الذي يولد الريح.
الرياح التي لها شدة 5 تُنتج من فرق ضغط يساوي حوالي 50 Pa.
المروحة تُوضع على هيكل يُطبق على باب المدخل الرئيسي.
المنفاخ يرتبط بأدوات قياس لفرق الضغط ولكثافة تدفق الهواء. قيمة تدفق الهواء المقاسة تُقسم على حجم المبنى. ويمكن مقارنتها بمعايير المباني الأخرى وبالقوانين.

## القيم النموذجية
القيم العادية n50 :
- المنزل السلبي أقل أو تساوي 0،6/ h
- مبنى ذو استهلاك منخفض للطاقة اقل أو تساوي 2،0/ h
- مبنى بنظام تهوية قسري أقل أو تساوي 1.5 / h
- بناء تقليدي أقل أو تساوي 3.0 / h

عموماً تسرب الهواء الذي سرعتة تزيد عن 2.0 م/ ث غير مرغوب فيه. السرعة التي تقل عن 1 م/ ث يمكن التغاضي عنها.
عندما قيمة n50 تساوي 4 كل ساعة، يعني أنه مع فرق ضغط = 50 باسكال، حجم هواء المبنى يتغير 4 مرات كل ساعة.

## مراحل القياس
اختبار منفاخ الباب ينقسم إلى ثلاث مراحل:
- في المرحلة الأولى يخلق ويثبت فرق ضغط = 50 باسكال أو أعلى قليلا. وخلال هذه المرحلة يتم تفتيش كامل اسطح المبنى للبحث عن تسربات هواء غير مرغوب فيها (نقط غير محكمة). هؤلاء هم نقط تسرب للهواء ولحرارة المبنى.

إن التسربات الكبيرة يمكن أن يشعر بها عن طريق اليد، في حين التسربات ذو الكثافة المنخفضة، بحاجة إلى مولد دخان أو إلى مقياس شدة الريح.
- في المرحلة الثانية يخلق تزايد لفرق الضغط، ابتداء من قيم 10، 30 باسكال ويستمر بخطوات == 5، 10 باسكال إلى التوصل إلى قيم == 60، 100 باسكال. في كل خطوة يُسجل حجم تدفق الهواء ؛

في المرحلة الثالثة يخلق فرق ضغط زائد (= فرق ضغط بعكس الجانبين) ونفس القياسات التي أجريت في الخطوة 2 تتكرر. وهذا يشير إلى ما هي التسربات المتبقية (مع قيمة مرجعية لفرق ضغط= 50 باسكال).
الإجراءات الدقيقة للقياس تُنظم بقانون UNI_EN_13829 : الأداء الحراري للمباني—تحديد نفاذية المباني—طريقة فرق الضغط خلال المنفاخ.